# Lara (delstat)

Lara läge i Venezuela

Laras flagga

Lara är en av Venezuelas 23 delstater (estados), belägen i den nordvästra delen av landet. Den har en yta på 19 800  km² och en befolkning på 1 795 100 invånare (2007). Huvudstad i Lara är Barquisimeto.
Delstaten skapades 1901.

## Kommuner
Delstatens kommuner (municipios) med centralort inom parentes.
1. Andrés Eloy Blanco (Sanare)
2. Crespo (Duaca)
3. Iribarren (Barquisimeto)
4. Jiménez (Quíbor)
5. Morán (El Tocuyo)
6. Palavecino (Cabudare)
7. Simón Planas (Sarare)
8. Torres (Carora)
9. Urdaneta (Siquisique)